# مستوى قفوي
المستوى القفوي هو ذلك الجزء من صدفة العظم القذالي التي تقع تحت الخطوط القفوية (أو تسمى مستوى القشرة)، وهي خشنة وغير منتظمة لربط عدة عضلات.